# 정정호
정정호( 1985년 2월 1일 ~ )은 전 KBO리그 SK와이번스의 투수이며, 현재 인천서화초 야구부 감독이다. 

## 출신학교
- 1991년 ~ 1997년  : 인천석천초등학교
- 1997년 ~ 2000년 : 동인천중학교
- 2000년 ~ 2003년 : 인천고등학교 (102회 졸업)

==통산 기록==지금은 서화초 야구부 감독으로 매년 아주 뛰어난 성적으로 초등야구를 빛내고 있다

## 등번호
- 29번